# El Atteuf
El Atteuf è un comune dell'Algeria, situato nella provincia di Ghardaïa.